# لک‌لک گردن‌سیاه
لک‌لک گردن‌سیاه(نام علمی: Ephippiorhynchus asiaticus) نام یک گونه از سرده لک‌لک‌های نوک‌زینی است.